# Wrapped Woman
『Wrapped Woman』（ラップド・ウーマン）は、1986年7月23日に発売された松尾一彦通算1作目のオリジナル・アルバム。

## 解説
オフコースが活動休止をした1986年、大間ジローを除く各メンバーがソロデビューした。本作はその際の松尾のソロ・アルバム。
小田和正の『K.ODA』、清水仁の『ONE』など同年発売の他メンバーの1stアルバム収録曲のほとんどが、編曲において他アーティストの手を借りているのに対し、本作は「Wrapped Woman-風 are you-」を除き全て他アーティストが関わっていない松尾だけの編曲。
松尾はギター・コーラスだけでなくキーボードやシンバル、打ち込み機器といった、様々なパートも担当していることから本作では、オフコースのアルバムではわからない彼の違う一面を垣間見ることができる。

## 収録曲
全作詞：秋元康、全作編曲：松尾一彦（特記以外）
1. Wrapped Woman -風 are you-
  - 作曲・編曲：松尾一彦・平田謙吾
  - 日立扇風機『さわ風』CMソング
  - シングル「普通のオフィスレディ」B面曲
2. アウシュビッツの雨
3. エゴンシーレの夜
4. 月のイマージュ
5. 水の中の磁石
6. ニュース
7. Summertime in Italy
インストゥルメンタル
8. 波音だけは消さないで
9. 普通のオフィスレディ
1stシングル
10. ジャニスは死んだ
11. Summer of `67